# Гёшен, Отто
Гёшен Отто (нем. Otto Göschen; 10 июля 1808, Берлин — 30 сентября 1865, Галле) — немецкий учёный-правовед.
Сын юриста Иоганна Фридриха Людвига Гёшена. Окончил Геттингенский университет. Короткое время был адвокатом, затем работал библиотекарем в Геттингене и получил докторскую степень в 1832 году. Затем хабилитирован в 1833 году в Берлинском университете.
Отклонив предложение от Базельского университета, Гёшен стал профессором канонического права и немецкого частного права в 1844 году в Университете Галле. В 1860-61 годах был его ректором. Редактировал одно из университетских изданий. Написал статью о браке в первом издании Энциклопедии протестантской теологии и церкви.
Гошен был женат на Анне, дочери прусского министра культуры Иоганна Альбрехта Фридриха фон Эйхгорна.